# Station Stapleton Road
Stapleton Road is een spoorwegstation van National Rail in Easton, Bristol in Engeland. Het station is eigendom van Network Rail en wordt beheerd door Great Western Railway. 

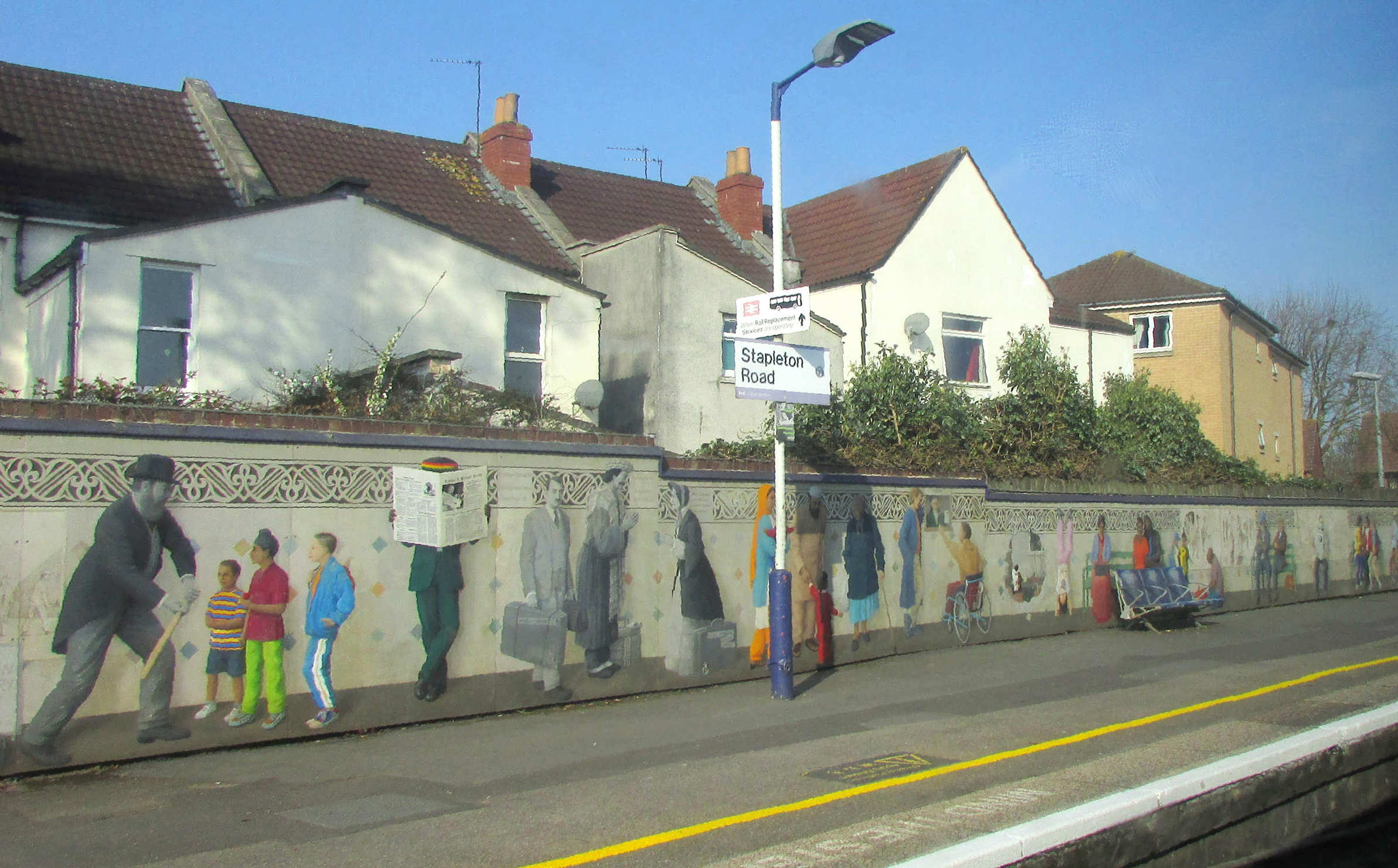
Muurschildering, 2019